# Mertoun House

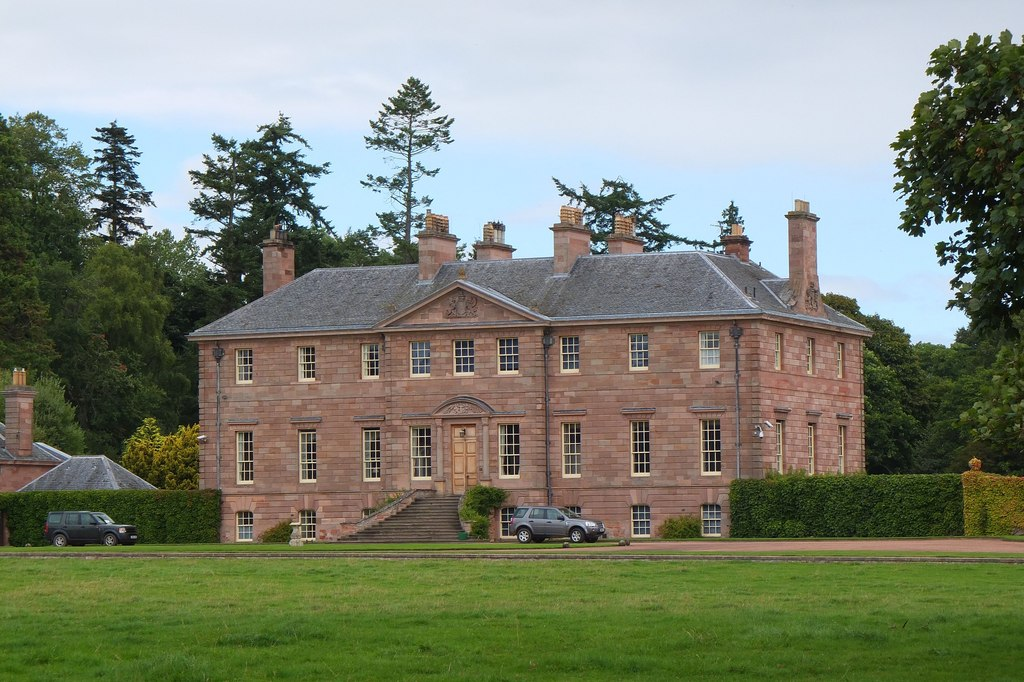
Mertoun House

Mertoun House ist ein Herrenhaus in Schottland. Es liegt rund zwei Kilometer östlich der Ortschaft St Boswells in der Council Area Scottish Borders am linken Tweed-Ufer. 1971 erfolgte die Aufnahme des Bauwerks in die schottischen Denkmallisten in der höchsten Denkmalkategorie A. Des Weiteren ist der zugehörige Taubenturm separat als Kategorie-A-Denkmal geschützt.

## Geschichte
Im Jahre 1677 wurde auf dem Anwesen ein Gebäude errichtet. Es ist heute als Old Mertoun House bekannt und steht unweit von Mertoun House. William Scott of Harden beauftragte 1702 den schottischen Architekten William Bruce mit dem Entwurf eines Herrenhauses, dessen Bau im Folgejahr abgeschlossen wurde. Es handelte sich um dreistöckiges Gebäude im schottischen Barockstil. Der schottische Schriftsteller Walter Scott war ein Verwandter der Eigentümer und verweilte regelmäßig in Mertoun House. Erwähnung findet das Anwesen in dem Gedicht Marmion, während Eve of St. John auf Merton House entstand.
Im Jahre 1843 wurde Mertoun House überarbeitet, wobei die heutige klassizistische Prägung entstand. Nach einem Entwurf des Architekten William Burn wurde 1843 der Südflügel ergänzt. Nachdem die Scotts das Anwesen an Lord Brackley veräußert hatten, ließ dieser 1913 einen ausgleichenden Nordflügel hinzufügen. Unter Planung des Architekten Ian Lindsay wurden die Anbauten 1956 abgebrochen.

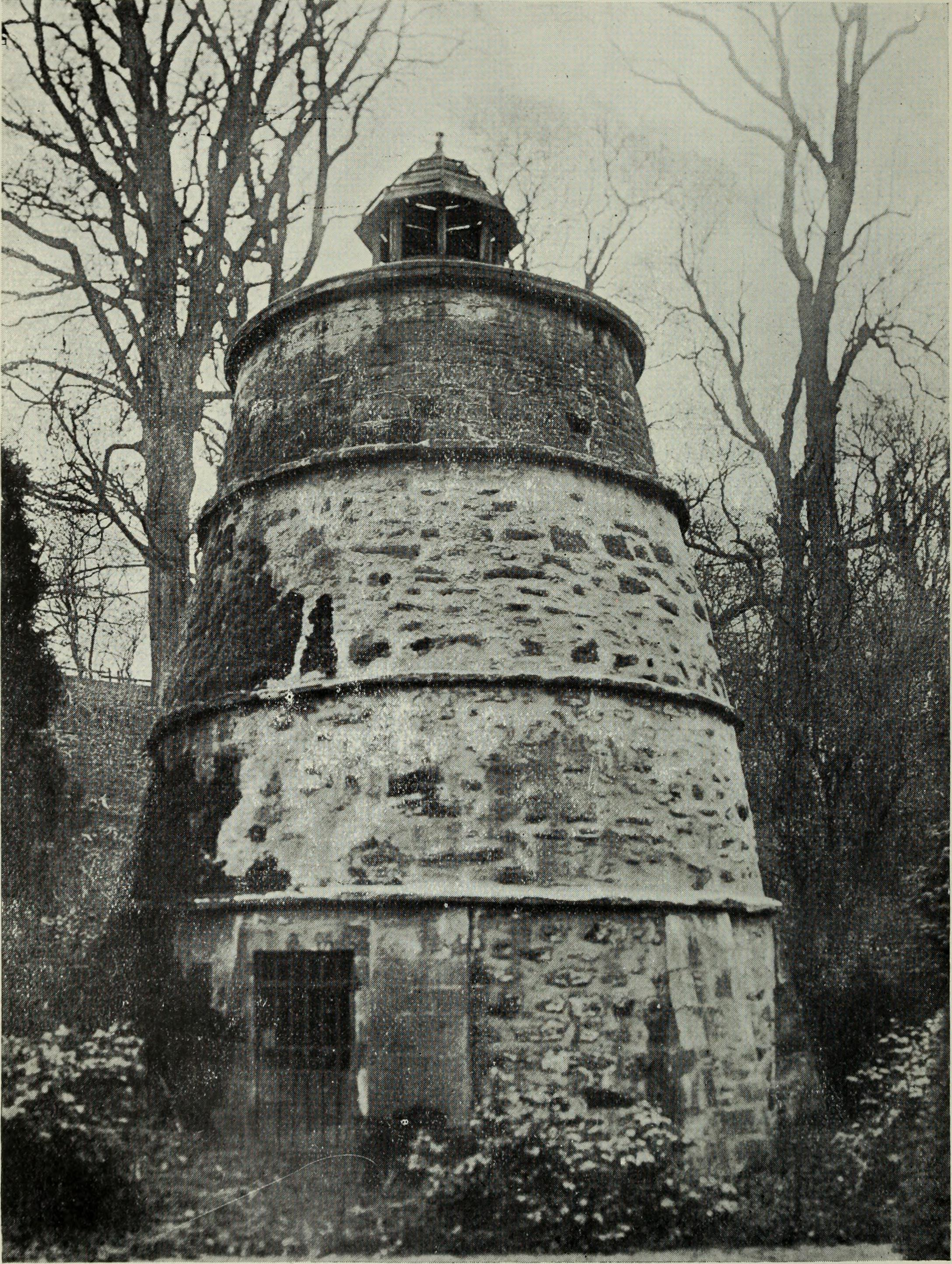
Taubenturm von Mertoun House

## Taubenturm
Rund 200 m nordöstlich von Mertoun House steht isoliert der Taubenturm. Der rund 9,1 m hohe und 5,5 m durchmessende Turm wurde im Jahre 1576 errichtet. Eine entsprechende Angabe ist oberhalb des Eingangs zu finden. Damit handelt es sich möglicherweise um den ältesten bekannten und erhaltenen Taubenturm in Schottland. Vier Gurtgesimse gliedern den im Stile einer Bienenkorbhütte gestalteten Taubenturm horizontal. Abschließend sitzt eine offene Laterne auf, durch welche Tauben in den Turm gelangen können. Zur Abstützung des Mauerwerks wurden moderne Strebepfeiler hinzugefügt.